# Émilie Marsh
Pour les articles homonymes, voir Marsh.
 (février 2020).
Si vous disposez d'ouvrages ou d'articles de référence ou si vous connaissez des sites web de qualité traitant du thème abordé ici, merci de compléter l'article en donnant les références utiles à sa vérifiabilité et en les liant à la section « Notes et références ».
Émilie Marsh, née en 1987, est une musicienne, auteure, compositrice et interprète française. 

## Biographie
Née à La Rochelle en 1987, d’un père anglais et d’une mère française, Émilie Marsh quitte sa région natale à 17 ans pour s’installer à Paris. Après deux ans de classes préparatoires littéraires (Hypokhâgne, Khâgne) elle obtient une licence de lettres modernes à la Sorbonne. Après l’obtention de son diplôme, elle décide de se consacrer à la musique et s’inscrit au conservatoire d’Aix-en-Provence. 
Depuis son plus jeune âge, elle est attirée par le milieu artistique et la création. Elle apprend à jouer du piano, puis de la guitare, tout en ayant une réelle passion pour la poésie et l’écriture. 
En 2005, elle remporte le concours « Poésie en liberté », concours international de poésie en langue française, ouvert à tous les lycéens et étudiants âgés de 15 à 25 ans. Lors de ce projet, elle fait la rencontre d’Etienne Champollion, jeune compositeur et multi-instrumentiste, lui aussi lauréat du concours. C’est à partir de ce moment qu’Émilie Marsh va commencer à lier écriture et musique.
À la suite d'un stage d’écriture pour auteurs-compositeurs-interprètes (les rencontres d’Astaffort), elle se met à la guitare électrique et change de regard sur sa manière d’aborder la musique. Elle change alors de style, passant de balades folk à un style beaucoup plus rock. 

## Projets musicaux
Émilie Marsh enchaîne les concerts depuis le début de son projet solo, et se fait peu à peu connaître par la scène, en tant que chanteuse mais également en tant que guitariste accompagnatrice. Elle assure les premières parties de nombreux artistes. On compte parmi les principaux Alain Souchon, Michel Jonasz, La Grande Sophie ou encore Renan Luce. Elle a également participé à plusieurs festivals, notamment les Francolfolies de La Rochelle, sa ville natale ou encore le Printemps de Bourges.  
En septembre 2018, elle crée avec deux amies artistes Katel et Robi, un label indépendant « FRACA!!! ». Cette création représente pour les trois femmes une grande liberté artistique.  
En mars 2019, elle sort un album éponyme de 10 titres avec son propre label « FRACA!!! ». Selon elle, elle a trouvé dans cet album le bon équilibre entre pop et rock. Sa voix plutôt douce contraste ainsi les guitares électriques. 
Son deuxième album Nevada, album road trip, sort le 15 octobre 2021. Y  figure un duo avec La Grande Sophie                  « Mélancolie sur la Riviera » ainsi qu’avec Gaëtan Roussel sur la chanson « Héros ». Elle prépare actuellement son troisième album Amour Bandit  réalisé par Edith Fambuena et prévu pour 2025, sur le label AtHome.
Pendant 7 ans, de 2015 à 2022, elle est arrangeuse et guitariste de la chanteuse française Dani. Cette expérience a beaucoup apporté à Émilie Marsh. Les deux femmes ont créé une réelle amitié et complicité. Dani a d’ailleurs été invitée par Émilie Marsh pour un duo sur son album éponyme sorti en 2019. Lorsque Dani décède brutalement le 18 juillet 2022, elles étaient en train de préparer l’album de l’iconique chanteuse de Comme un Boomerang. Emilie Marsh a composé et a co-réalisé avec Edith Fambuena ce qui serait le dernier album de Dani : Attention départ, sorti de façon posthume le 14 juin 2024 (Washi Washa / Parlophone).  
Au Bataclan de Dani, en septembre 2021, elle rencontre Jil Caplan dont elle compose et co-réalise l’album Sur les cendres danser, sorti le 15 septembre 2023 (AtHome / Sony Music). Elle accompagne également la chanteuse sur scène.  
Emilie Marsh collabore également avec la chanteuse marseillaise Marilou dont elle écrit, compose et réalise le premier album, Mauvaises Filles, sorti le 27 octobre 2023 (Free Monkey Records / Kuroneko). 
Elle fait également partie du trio féminin BODIE, le western pop de trois sœurs en cavale, avec Jozeph et Cécile Hercule. 
Émilie Marsh est considérée par Rock & Folk comme « l'une des meilleures musiciennes de la jeune génération ».

## Cinéma
Elle joue le rôle d’ « Alex » dans le film Nos vies formidables de Fabienne Godet, sorti le 6 mars 2019. Elle a également composé la musique du générique, Haut le cœur. 
Elle joue le rôle de la serveuse/chanteuse dans Les papas du dimanche de Louis Becker en 2012. 

## Discographie

### Albums studio
Composition / Réalisation
- Sur les cendres danser, Jil Caplan, 14/09/2023 (AtHome/Sony music).
- Mauvaises Filles, Marilou, 27/10/2023 (FreeMonkey Records / Kuroneko).
- Attention départ, Dani, 14/06/2024.

## Vie privée
Émilie Marsh est la compagne de Cécile Erhard, directrice du Rosa Bonheur des Buttes Chaumont à Paris.